# Querelle du panthéisme

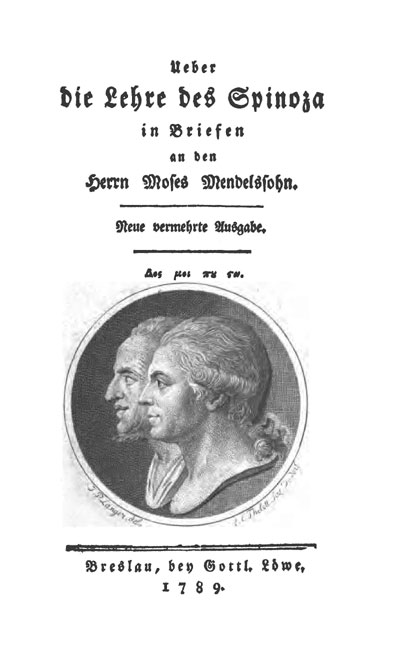
« Sur les enseignements de Spinoza », ouvrage de Mendelssohn rédigé au courant de la querelle du panthéisme.

La querelle du panthéisme (ou querelle du spinozisme) débuta par un entretien entre G.E. Lessing et F. H. Jacobi. Jacobi accusait le spinozisme et le rationalisme des Lumières de mener inéluctablement vers l'athéisme. Cette querelle, à laquelle prit aussi part Moses Mendelssohn, qui critiquait Jacobi, est la toile de fond de la Critique de la faculté de juger de Kant, qui s'opposa à l'irrationalisme supposé de Jacobi.

## Historique
La querelle du panthéisme (Pantheismusstreit) dura de 1785 à 1815.
- Spinoza soutient, dans l'Éthique (1677), un panthéisme (Tout est Dieu, Dieu et le monde ne font qu'un, Dieu seul est réel) ou panenthéisme (Tout est en Dieu). La substance divine est une et unique (I, 14). "Tout ce qui est, est en Dieu, et rien ne peut sans Dieu ni être ni être conçu" (I, 15) : les choses sont immanentes à Dieu, par essence. Et, par causalité, "Dieu est cause immanente, mais non transitive de toutes choses". "Dieu, c'est-à-dire la Nature" (IV, préf.), cependant la Nature, à laquelle Dieu s'identifie, n'est pas la matière, car elle comprend, en plus de l'Étendue, une infinité d'autres genres d'être[2].
- 1705. John Toland crée le mot "panthéisme" dans son Pantheisticon.
- Septembre 1785. Friedrich Heinrich Jacobi fait paraître Lettres à Moses Mendelssohn sur la philosophie de Spinoza. Il révèle qu'au cours d'une conversation de juillet (?) 1780 avec Gotthold Ephraim Lessing (qui meurt en 1781), celui-ci lui déclara : "Έν καì Πãν [Hen kai pân : Un et Tout] : je ne sais rien d'autre. (...) Il n’y a pas d’autre philosophie que la philosophie de Spinoza." Jacobi, lui, s'oppose au spinozisme, qui tient la liberté pour une illusion, et qui, surtout, aboutit à l'athéisme, comme, d'ailleurs, le rationalisme. Les positions sont prises : Aufklärung (la Philosophie des Lumières, rationaliste, représentée jusqu'alors par Lessing) contre Schwärmerei (irrationalisme, illuminisme attribués prestement à Jacobi).
- Octobre 1785. Moses Mendelssohn est stupéfait : Lessing, son maître et son ami, considéré par lui comme le grand maître des Lumières, aurait été spinoziste ! Dans ses Heures matinales ou Leçons sur l'existence de Dieu (oct. 1785) il soutient, contre Jacobi, que la logique et la foi peuvent s'accorder.
- Goethe nie le lien entre panthéisme et athéisme : "Spinoza ne démontre pas l'existence de Dieu ; c'est l'existence qui est Dieu ; et si d'autres, pour cette raison, le traitent d'athée, je voudrais, moi, lui faire hommage du nom de theissimus et christianissimus" (lettre du 17 juin 1785 à Jacobi).
- 1786. Kant, accusé de spinozisme à cause de son rationalisme et de sa conception de l'espace, entre en scène avec Qu'appelle-t-on s'orienter dans la pensée ? (1786). Il oppose deux manières de s'orienter dans la pensée lorsqu'on dépasse les limites de l'expérience : l'intellection rationnelle (Vernunfteinsicht) et l'inspiration rationnelle (Vernunfteingebung), c'est-à-dire la raison sans la foi et la foi sans la raison. Kant propose la foi rationnelle (Vernunftglaube). Il est impossible de prouver l'existence de Dieu.
- 1787. Herder (Dieu. Quelques dialogues sur le système de Spinoza) aussi nie le lien entre panthéisme et athéisme. "Qu'il [Spinoza] ne soit pas un athée, cela se voit à chaque page ; l'idée de Dieu est pour lui la première de toutes et la dernière, on pourrait dire l'idée unique."
- Fichte défend, selon Victor Delbos, un "panthéisme éthique", où la loi morale remplace le Dieu de Spinoza. Fichte : "Je remarque que dès qu'on dépasse cette affirmation : Je suis, on aboutit nécessairement au spinozisme (...). Aussi n'y a-t-il que deux systèmes pleinement conséquents : le criticisme [Kant], qui reconnaît cette borne, et le spinozisme, qui la franchit" (Fondement de l'ensemble de la Doctrine de la science, I, § 1) (1794-1795).
- 1795. Schelling jeune, encore disciple de Fichte, remplace le Tout de Spinoza par le Moi de Fichte. "Pour Spinoza le monde (l'objet tel quel en opposition au sujet) était tout ; pour moi, c'est le Moi" (Du Moi, 1795).
- En 1799 se déclenche, contre Fichte, la querelle de l'athéisme : puisqu'il récuse l'existence d'un Dieu extérieur à la conscience, et puisqu'il tient Dieu pour la réalisation du devoir (Le fondement de notre croyance en une divine Providence, 1798), il est accusé de nier Dieu. Il est contraint de démissionner et de quitter l'université d'Iéna, puis il se réfugie à Berlin.
- Hegel, dans Foi et Savoir (1802), s'oppose à l'interprétation panthéiste de Jacobi. "Spinoza est le moment crucial de la philosophie moderne : ou bien le spinozisme ou il n'y aura pas de philosophie" (Leçons sur l'histoire de la philosophie, 1805-1830 publ. 1832, III).
- En 1833, Louis Bautain introduit en France la querelle du panthéisme avec son De l'enseignement de la philosophie en France au XIXe siècle.